# 津島堅石
津島 堅石（つしま の かたいわ）は、飛鳥時代の貴族。氏は対馬とも記される。姓は連のち朝臣。官位は従五位下・遣新羅副使。

## 出自
津島氏（対馬連）は中臣氏と同祖とされる天神系氏族。氏の呼称は対馬島の地名に由来する。

## 経歴
文武朝の大宝2年（702年）の御野国戸籍に、御野国大掾務従七位上津嶋連堅石とある。
慶雲3年（706年）遣新羅使の使節が任命され、美努浄麻呂が大使に、堅石が副使となる。同年11月に作成された新羅王・聖徳王への勅書の中で、大使の従五位下の浄麻呂ともに「副使従六位下対馬連堅石」を派遣する旨が記されている。記録にはないが、浄麻呂とともに新羅へ渡り、翌慶雲4年（707年）5月に帰国したと想定される。
その後、時期は不明だが、連姓から朝臣姓に改姓し、元明朝の和銅元年（708年）従五位下に叙爵している。

## 官歴
注記のないものは『続日本紀』による。
- 時期不詳：従七位上
- 大宝2年（702年） 日付不詳：美濃大掾[4]
- 慶雲3年（706年） 8月21日：遣新羅副使。11月3日：従六位下
- 時期不詳：連から朝臣に改姓
- 和銅元年（708年） 正月11日：従五位下